# فريدم هاوس
بيت الحرية أو «فريدم هاوس» (بالإنجليزية: Freedom House) هي منظمة غير حكومية مقرها الولايات المتحدة الأمريكية  تدعم وتجري البحوث حول الديمقراطية والحرية السياسية وحقوق الإنسان. تأسست منظمة بيت الحرية في أكتوبر (تشرين الأول) عام 1941 وأصبح المرشح الجمهوري ويندل ويلكي (1941) والسيدة الأولي إليانور روزفلت (1933 - 1945) أول رؤسائها الفخريين. تصف المنظمة نفسها بأنها «صوت خالص للديمقراطية والحرية في جميع أنحاء العالم».
يستشهد العديد من علماء السياسة والصحفيين وصناع السياسات كثيرا بالحرية في العالم السنوي الذي تصدره المنظمة، والذي يقيم درجة الحريات السياسية والحريات المدنية في كل بلد من بلدان العالم. كما تعتبر تقرير حرية الصحافة والحرية على الانترنِت من ضمن التقارير الأخري المميزة للمنظمة،  والتي ترصد الرقابة على الصحفيين وحالات الترهيب والعنف ضدهم، وإمكانية حصول الجمهور على المعلومات.
تحصل منظمة بيت الحرية على التمويل من خلال الأفراد وأيضا من قبل حكومة الولايات المتحدة. اعتباراً من عام 2010، شكلت المنح المقدمة من حكومة الولايات المتحدة معظم الاعتمادات المالية التي حصلت عليها المنظمة؛  لم تخصص تلك المنح لأسباب بعينها من قبل الحكومة الأمريكية ولكن تم تخصيصها من خلال عملية تنافسية. وتعتبر منظمة بيت الحرية على نطاق واسع مصدر موثوق به. [من؟] ومع ذلك، فقد اتهم بعض النقاد تقارير بيت الحرية بالتحيز أو تعزيز مصالح الحكومة الأميركية في الخارج.

## التاريخ
أُسّست منظمة فريدم هاوس في 31 أكتوبر من عام 1941. كان من بين مؤسسيها: إليانور روزفلت وويندل ويلكي وعمدة مدينة نيويورك فيوريلو لاغوارديا وإليزابيث كاتر مورو ودورثي ثومبسون وجورج فيلد وهربرت أغار وهربرت بايارد سوب ورالف بنش والأب جورج باد فورد وروسكو دراموند وريكس ستاوت. عَمِل جورج فيلد (1904-2006) كمدير تنفيذي للمنظمة حتى تقاعده في عام 1967.
وفقًا لموقع المنظمة الإلكتروني، فإن فريدم هاوس تُعتبر «أقدم منظمة أمريكية مكرّسة لدعم الديمقراطية والدفاع عنها في جميع أنحاء العالم. تأسّست المنظمة بشكل رسمي في نيويورك في عام 1941 بهدف تعزيز المشاركة الأمريكية في الحرب العالمية الثانية ومقاومة الفاشية». كانت العديد من المجموعات، في الواقع، تدعم بقوة دخول الولايات المتحدة في الحرب، ثم في أوائل خريف عام 1941، عندما بدأت مختلف الأنشطة الجماعية في التداخل، بدأت لجنة الكفاح من أجل الحرية استكشاف الاندماج الجماعي. ثم تصوّر جورج فيلد فكرة أن تحتفظ جميع المجموعات بهوياتها المنفصلة تحت سقف واحد – فريدم هاوس – من أجل تعزيز التطبيق الملموس لمبادئ الحرية.
يقع مقر المنظمة في مبنى من مباني مدينة نيويورك الي يمثل أهداف المنظمة. افتُتح مقر إقامة محوّل في 32 شرقي شارع 51 في 22 يناير من عام 1942 باعتباره مركزًا يضمّ «جميع الذين يحبّون الحرية من أجل الاجتماع والتخطيط لبرامجهم وتشجيع بعضهم البعض». يضمّ المبنى المكوّن من 19 غرفة، الذي تم تجهيزه كهدية للحلفاء، مرفقًا للبث الإذاعي. في يناير عام 1944، انتقل فريدم هاوس إلى 5 غربي شارع 54، وهو مقرّ إقامة سابق الذي أقرضه روبرت أوين ليمان إلى المنظمة.
رعت المنظمة برامج إذاعية هامة بما في ذلك برنامج ذا فويس أوف فريدم (1942-43) وسلسلة أور سيكريت ويبن (1942-43) وهي سلسلة إذاعية تابعة لقناة سي بي إس تم إنشاؤها لمواجهة برامج الدعاية الإذاعية قصيرة النطاق التي تبثّها منظمة المحور. اعتاد ريكس ستاوت، رئيس مجلس حرب الكتاب وممثل عن فريدم هاوس، أن يدحض الأكاذيب الأسبوعية التي كان يجدها مسلية في بعض الأحيان. كان المسلسل من إنتاج الصحفي بول وايت، مؤسس سي بي إس نيوز.
بحلول نوفمبر عام 1944، عملت المنظمة في خطط لجمع المال للحصول على مبنى جديد ليتم تسميته على اسم ويندل إل ويلكي الذي كان قد توفي مؤخرًا. في عام 1945، تم شراء مبنى أنيق في 20 غربي شارع 40 لإيواء المنظمة. تمت تسميته مبنى ويلكي التذكاري.
بعد الحرب، مثلما جاء في موقعها على الإنترنت، «تبنّت منظمة فريدم هاوس النضال ضد التهديد الشمولي الآخر في القرن العشرين، الشيوعية... وقيادة المنظمة مقتنعة بأن انتشار الديمقراطية سيكون أفضل سلاح ضد الأيديولوجيات الشمولية». دعمت المنظمة مشروع مارشال وإنشاء منظمة حلف شمال الأطلسي. دعمت المنظمة أيضًا سياسات إدارة جونسون المُتبعة في حرب فيتنام.
انتقدت منظمة فريدم هاوس المكارثية بشدة. خلال فترة الخمسينيات والستينيات من القرن العشرين، دعمت المنظمة أيضًا حركة الحقوق المدنية في الولايات المتحدة وضمت قيادتها العديد من الناشطين البارزين في مجال الحقوق المدنية - على الرغم من أنها كانت تنتقد قادة الحقوق المدنية أمثال مارتن لوثر كينغ الابن بسبب معارضتهم لتدخل الولايات المتحدة في حرب فيتنام. دعمت المنظمة أندريه ساخاروف، وغيره من المنشقين السوفييت، إلى جانب دعمها لحركة التضامن (اتحاد نقابة العمال البولندي) في بولندا. ساعدت منظمة فريدم هاوس الجمعيات التابعة لما بعد الشيوعية في إنشاء وسائط إعلام مستقلة بنفسها بالإضافة إلى مراكز بحث غير حكومية والمؤسسات الأساسية للسياسة الانتخابية.

تصف المنظمة نفسها حاليًا بأنها صوت واضح للديمقراطية والحرية في جميع أنحاء العالم. وتقول منظمة فريدم هاوس بأنها:
قد عارضت بشدة الديكتاتوريات في أمريكا الوسطى وشيلي وأيضًا عارضت الفصل العنصري في جنوب أفريقيا وقمع ربيع براغ والحرب السوفييتية في أفغانستان والإبادة الجماعية في البوسنة ورواندا والانتهاك الوحشي لحقوق الإنسان في كوبا وبورما وجمهورية الصين الشعبية والعراق. وقد دافعت عن حقوق الناشطين الديمقراطيين والمؤمنين الدينيين والعمال النقابيين والصحفيين ومؤيدي الأسواق الحرة.
في عام 1967، دعمت منظمة فريدم هاوس مشروع بوكس يو إس إيه، الذي تم إنشاؤه قبل عدة سنوات من قِبَل إدوارد مورو، كمشروع مشترك بين هيئة السلام ودائرة الإعلام الأمريكية.
منذ عام 2001، دعمت منظمة فريدم هاوس المواطنين المشاركين في التحديات التي تواجه النُظم القائمة في صربيا وأوكرانيا وقيرغيزستان ومصر وتونس وأماكن أخرى. تقول المنظمة: «من جنوب أفريقيا إلى الأردن، ومن قيرغيزستان إلى إندونيسيا، فإن المنظمة قد تشاركت مع نشطاء إقليميين في تعزيز المجتمع المدني؛ وعملت على دعم حقوق المرأة؛ والسعي إلى تحقيق العدالة لضحايا التعذيب؛ ودافعت عن الصحفيين ودعاة التعبير الحرّ؛ وساعدت أولئك الذين يكافحون من أجل تعزيز حقوق الإنسان في البيئات السياسية الصعبة». بيد أن التصنيفات البديلة قد أسفرت عن نتائج مختلفة اختلافًا كبيرًا عن تلك التي حققتها بلدان أمريكا اللاتينية في مجال الصحة العامة.
في عام 2001، بلغ دخل منظمة فريدم هاوس حوالي 11 مليون دولار وارتفع ليصل إلى أكثر من 26 مليون دولار في عام 2006. يُعزى جزء كبير من هذه النسبة المرتفعة إلى زيادة التمويل الاتحادي لحكومة الولايات المتحدة بين عامي 2004 و 2005، بنسبة من 12 مليون دولار إلى 20 مليون دولار. انخفض التمويل الاتحادي إلى حوالي 10 ملايين دولار في عام 2007، لكن ما يزال يمثل حوالي 80% من ميزانية المنظمة. اعتبارًا من عام 2010، شكلت المنح المقدمة من حكومة الولايات المتحدة أغلب مصادر التمويل للمنظمة؛ ولم يتم تخصيص هذه المنح من قِبَل الحكومة بل جرى تخصيصها من خلال عملية تنافسية.